# Pselaphodes longilobus
Pselaphodes longilobus – gatunek chrząszczy z rodziny kusakowatych i podrodziny marników. Występuje endemicznie w Chinach.

## Taksonomia
Gatunek ten opisali po raz pierwszy w 2013 roku Yin Ziwei i Peter Hlaváč na łamach ZooKeys. Jako miejsce typowe wskazano górę Jizu Shan w chińskiej prowincji Junnan. Holotyp zdeponowano w Zbiorze Owadów Shanghai Shifan Daxue.
Gatunek zalicza się w obrębie rodzaju do grupy gatunków Pselaphodes tianmuensis, obejmującej również Pselaphodes anhuianus, Pselaphodes daii, Pselaphodes hainanensis, Pselaphodes kuankuoshuiensis, Pselaphodes tianmuensis, Pselaphodes tiantongensis, Pselaphodes wrasei, Pselaphodes yunnanicus.

## Morfologia
Chrząszcz ten osiąga od 3,31 do 3,37 mm długości i od 1,23 do 1,29 mm szerokości ciała. Ubarwienie ma rudobrązowe. Głowa jest dłuższa niż szeroka, o bocznie zaokrąglonych zapoliczkach. Oczy złożone buduje u samca około 25, a u samicy około 20 omatidiów. Czułki buduje jedenaście członów, z których trzy ostatnie są powiększone, a u samca ponadto człon dziewiąty jest zmodyfikowany. Przedplecze jest nieco dłuższe niż szerokie, o okrągławo rozszerzonych krawędziach przednio-bocznych. Pokrywy są szersze niż dłuższe. Zapiersie u samców (metawentryt) ma długie, szerokie i u szczytu zwężone wyrostki. Odnóża przedniej pary mają uzbrojone kolcami brzuszne brzegi krętarzy i ud oraz drobny wyrostek na szczycie goleni. Odnóża środkowej pary mają po dwa kolce na spodach krętarzy oraz niezmodyfikowane uda. Biodra, krętarze i uda tylnej pary odnóży również pozbawione są modyfikacji. Odwłok jest szeroki na przedzie i zwęża się ku tyłowi. Genitalia samca mają środkowy płat edeagusa asymetryczny, wydłużony i na szczycie ścięty.

## Ekologia i występowanie
Owad ten jest endemitem Chin, znanym z Jizu Shanu w Junnanie oraz Dabie Shanu w prowincji Hubei. Spotykany był na rzędnych od 640 do 3216 m n.p.m. Zasiedla ściółkę lasów.